# Richard Simon (exegeet)

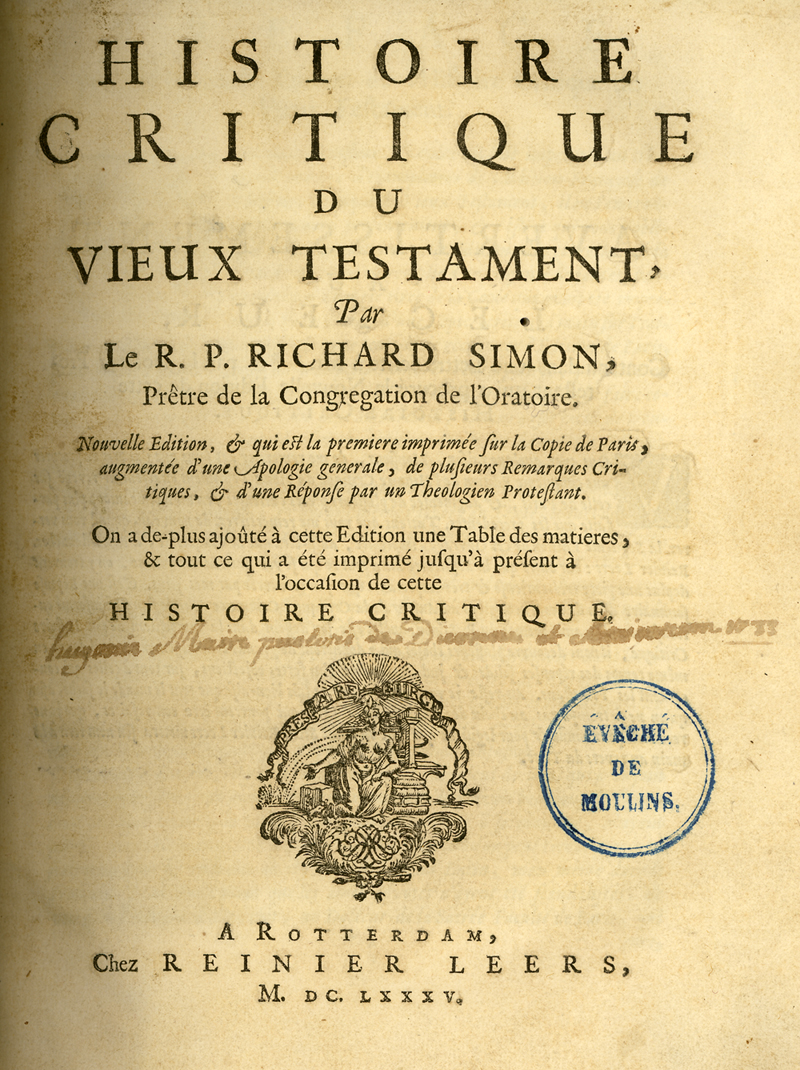
titelpagina uit 1685.

Richard Simon (Dieppe, 13 mei 1638 – aldaar, 11 april 1712) was een Frans priester, theoloog, Bijbelcriticus en linguïst. Hij wordt gezien als een voorloper van de Verlichting, door de Rede een belangrijke rol te laten vervullen in zijn Bijbelkritiek.
Simon werd bij de oratorianen opgevoed en studeerde theologie aan de Sorbonne. In 1670 werd hij priester en hij trad in dat jaar in de openbaarheid met een verdediging van de Joden in de stad Metz. Deze mensen werden beschuldigd van een rituele moord op een christelijk kind.
Het talenwonder catalogiseerde in 1671 de Oosterse collectie boeken in de Parijse bibliotheek van de oratorianen. Daar ontmoette hij de Bijbelcriticus Isaac La Peyrère. De eerste wetenschappelijke publicatie van Simon was "Fides Ecciesiae orientalis, seu Gabrielis Metropolitae Philadelphiensis opuscula, cum interpretatione Latina, cum notis", een studie waarin hij aan wilde tonen dat de leerstellingen over de eucharistie in de Rooms-katholieke en Oosters-orthodoxe Kerk gelijk zijn.
Simon kwam door zijn felle kritiek op het theologische werk "Het eeuwigdurend geloof" in conflict met de schrijver, de priester Antoine Arnauld en met diens met de abdij van Port-Royal geassocieerde jansenistische achterban. Ook de benedictijnen keerden zich tegen Simon. Zij waren boos over een door Simon geschreven pleitnota.
Simon leek in Frankrijk niet te handhaven en men suggereerde hem dat hij beter naar Rome kon vertrekken. Omdat Simon de proefbladen van zijn "Histoire critique du Vieux Testament" wilde corrigeren bleef hij in Parijs. Simon hoopte dat de voorspraak van de biechtvader des konings, de bekende Père la Chaise en van de Charles de Sainte-Maure, duc de Montausier, hem in staat zou stellen om het werk aan de koning, Lodewijk XIV op te dragen. Dat ging niet door omdat de koning voortdurend oorlog voerde in Vlaanderen.
Ondanks een imprimatur van de kanselier van de Oratorianen en de goedkeuring van de Sorbonne moest de uitgave wachten op de terugkeer van de Franse koning. De drukker besloot daarom om gedeelten van het werk alvast te verspreiden. Dat gaf de jansenisten gelegenheid om het boek en de auteur zwart te maken; zij vertaalden het hoofdstuk over Mozes en de door Simon betwiste origine van de Pentateuch in het Frans.
De Messieurs de Port Royal vertaalden ook de oorspronkelijk in het Latijn gestelde Prolegomena van bisschop Brian Walton's Polyglott in het Frans. Simon werd ontmaskerd als een Bijbelcriticus die meende te kunnen aantonen dat de "vijf boeken van Mozes" niet door hem, maar door verschillende personen waren geschreven.
De gouverneur van de dauphin, Bossuet en kanselier Michael le Tellier keerden zich tegen Simon. In een decreet werd het boek verboden en 1300 in beslag genomen exemplaren werden verbrand. De Oratorianen verwijderden Simon uit hun congregatie.
Een overgeschreven tekst belandde bij de Amsterdamse drukker Daniel Elzevier. De onnauwkeurige tekst werd uitgegeven als roofdruk, intellectueel eigendom bestond nog niet, en deze corrupte tekst werd de basis voor een Engelse en een Nederlandse vertaling.
Simon had desondanks nog enige medestanders; de vicaris-generaal van de Abdij van Fécamp maakte hem pastoor van Bolleville. Op suggesties om zijn werk opnieuw, maar nu in de Nederlanden, uit te geven ging Simon niet in. Hij wilde zijn boek aanpassen en probeerde jarenlang de gunst van de Franse machthebbers terug te winnen. Dat mislukte. In 1685 verscheen daarom een nieuwe editie bij Reinier Leers in Rotterdam. De Rotterdamse editie kreeg een nieuw voorwoord, illustraties en noten, een geactualiseerd overzicht van de kritieken en de verweren van Simon.
In de 17e eeuw heerste in de republiek der Verenigde Nederlanden een relatieve persvrijheid. Er werd niet altijd gecensureerd.
De Histoire critique du Vieux Testament bestaat uit drie delen:
- De Bijbelkritiek op o.a. de Pentateuch en de weerlegging van de gangbare opvatting dat Mozes de auteur van het Bijbelboek Exodus zou zijn.
- Een Bijbellezing, een Bijbelwetenschappelijk werkstuk, waarin de vertalingen en edities van de Bijbel (De Hebreeuwse Bijbel, de Griekse tekst, de Vulgaat) worden besproken.
- Een exposé van de belangrijkste commentatoren op de Bijbel.

Het boek bevatte weinig nieuws; Louis Cappel, Johannes Morinus (1591-1659) en andere theologen en filologen hadden dezelfde beweringen gedaan. Wat de kerk en de overheid stoorde is dat Simon de kritieken die in verspreide, vaak in Grieks of Latijn geschreven, opstellen alleen aan geleerden bekend waren heeft gebundeld en ze de onder de ogen van een groot publiek bracht.
Ook protestantse fundamentalisten reageerden verontwaardigd en Jean le Clerc ("Clericus")  publiceerde een kritiek waarop Simon met zijn Sentimens de quelques théologiens de Hollande, onder de schuilnaam Pierre Ambrun, de protestantse kritiek heeft willen weerleggen.
In 1682 verscheen in Den Haag een boek over de riten van de Joden. Het boek beschreef met name de gebruiken in Parma. Op de titelpagina wordt de auteur de "Sieur de Simonville" genoemd. Een woordgrapje waarin men kritiek op het verkopen van kerkelijke ambten, het simonisme, dat in Parijs welig tierde, kan lezen. Het is een herkenbaar pseudoniem voor Richard Simon.
In 1689 verscheen Simons Histoire critique du texte du Nouveau Testament. Een kritiek op Spinoza en Salmasius. Simon besprak de verschillende Griekse bronnen, in die tijd vooral de Codex Bezae en de Codex Cantabrigiensis.
In 1689 volgde de Histoire critique des versions du Nouveau Testament. Daarin deed Simon aan ouderwetse Bijbelwetenschap door de versies waarin passages in het Nieuwe Testament tot ons zijn gekomen te bestuderen.
In 1693 verscheen een baanbrekende, en nog steeds bestudeerde, Histoire critique des principaux commentateurs du Nouveau Testament depuis le commencement du Christianisme jusques a notre temps. Dit boek was gewijd aan kerkgeschiedenis. De Nouvelles Observations sur le texte et les versions du Nouveau Testament (uitgegeven in Parijs, 1695), gaat wederom op de vertalingen uit het Hebreeuws en Grieks in.
Richard Simon was een bijzonder vasthoudend man. Hij moet de wetenschap als een roeping hebben gezien want hij liet zich door censuur en uitsluiting niet ontmoedigen of intimideren. Als polemist was zijn toon vaak bitter waardoor het dispuut verhardde. Hij wordt beschreven als een rationeel, weinig sentimenteel mens.
Door in te gaan tegen vaststaande formules zoals "dat hebben we altijd geloofd, dat hebben we altijd geleerd, het is onze al oude traditie" heeft Richard Simon bijgedragen tot herschikking van waarden in het bewustzijn. Voorts heeft hij de critici bewust gemaakt van hun krachten en plichten, het nut en de noodzaak van kritisch onderzoek. Op de derde plaatst heeft hij op brede schaal, met name bij de protestanten, de Bijbelexegese op gang gebracht.

## Werken
- A critical history of the Old Testament, 1672[4]
- Brochure pour défendre des juifs de Metz, 1670
- Fides Ecciesiae orientalis, seu Gabrielis Metropolitae Philadelphiensis opuscula, cum interpretatione Latina, cum notis, 1671
- Histoire critique du Vieux Testament, 1680
- Cérémonies et coutumes qui s'observent aujourd'hui parmi les juifs, traduites de l'italien de Léon de Modène rabbin de Venise, par le Sieur de Simonville, à La Haye, chez Adrian Moetjens, 1682
- Histoire critique du texte du Nouveau Testament, où l'on établit la vérité des actes sur lesquels la Religion chrétienne est fondée, 1689
- Histoire critique des principaux commentateurs, 1693
- Nouvelles Observations sur le texte et les versions du Nouveau Testament, 1695
- Nouveau Testament de N.-S. Jésus-Christ, traduit sur l'Ancienne édition latine avec des remarques, 1702